# Ophrynia truncatula
Ophrynia truncatula là một loài nhện trong họ Linyphiidae.
Loài này thuộc chi Ophrynia. Ophrynia truncatula được miêu tả năm 1990 bởi Scharff.